# ولد في الرابع من يوليو (فلم)
مولود في الرابع من يوليو (بالإنجليزية: Born on the Fourth of July) هو فيلم أمريكي انتج في عام 1989 مقتبس من السيرة الذاتية للجندى الذي اشترك في حرب فيتنام رون كوفيك والذي قام بدوره توم كروز في أداء استحق عليه أول ترشيح له لجائزة الأوسكار , أوليفر ستون (هو شخصياأيضا اشترك في حرب فيتنام) شارك بكتابة الفيلم مع كوفيك، بالإضافة إلا أنه أنتج وأخرج الفيلم، وكان ستون يريد تصوير الفيلم في فيتنام ولكن بسبب اضطراب العلاقات الأمريكية الفيتنامية حينها تم تصوير الفيلم في الفلبين.والفيلم هو جزء من ثلاثية أفلام أوليفر ستون عن حرب فيتنام بجانب فيلميه الفصيلة والجنة والأرض ، وترشح الفيلم لثمانية جوائز أوسكار وفاز بجائزة الأوسكار لأفضل إخراج وأفضل تحرير.

## آراء نقدية
قال عنه الناقد السينمائي روجر إيبرت " إن هذا الفيلم بمثابة اعتذار لفيتنام من قبل ستون ، الذي حارب هناك، ورون كوفيك الذي شلت حركته أثناء حرب فيتنام، الاثنان كانوا وطنيين متحمسين وحريصيين على تلبية نداء وطنهم، وعندما عادوا لوطنهم عانوا من الإلم والإساءة التي أتتهم من الحركة المناهضة للحرب " ، ويقول أيضا " أن هذا الفيلم يحتوى على الكثير من الألم وإراقة الدم والمعاناة في المنزل وساحات القتال وأجنحة المستشفى، والفيلم ينطلق من نواة فلسفية: أنه ليس فيلم عن المعركة أو الجروح أو الشفاء، ولكنه فيلم عن أمريكي يغير وجهة نظره عن الحرب.

## وصلات خارجية
- مقالات تستعمل روابط فنية بلا صلة مع ويكي بيانات

1. ↑  نقدية لفيلم ولد في الرابع من يوليو من موقع روجر إيبرت نسخة محفوظة 23 مارس 2020 على موقع واي باك مشين.